# Cardamine constancei
Cardamine constancei är en korsblommig växtart som beskrevs av LeRoy Ellsworth Detling. Cardamine constancei ingår i släktet bräsmor, och familjen korsblommiga växter. Inga underarter finns listade i Catalogue of Life.

## Bildgalleri

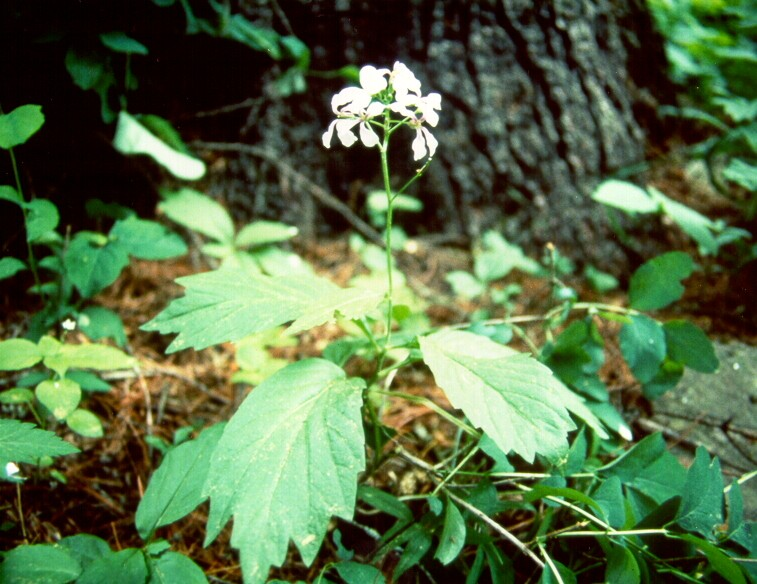